# Pectinida
Die Pectinida ("Kammmuschelartige"), in älteren Publikation auch Pectinoida geschrieben, sind eine Ordnung der Muscheln (Bivalvia) aus der Infraklasse Pteriomorphia innerhalb der Autolamellibranchiata. Es ist eine ausschließlich marin lebende Muschelgruppe. Die ältesten Pectinida erscheinen bereits im Silur.

## Charakterisierung
Die Gehäuse der Pectinida sind immer mehr oder weniger stark gleichklappig (Pteroidea) oder auch gleichklappig (Pinnoidea). Die Schale besteht aus einer inneren Lage mit aragonitisch, perlmuttrigen Mikrostrukturen und einer äußeren, kalzitischen Lage, aufgebaut aus einfachen Prismen. Bei einigen Gruppen fehlt diese kalzitische Lage. Das Schloss ist weitgehend reduziert. Auch der vordere Schließmuskel ist meist mehr oder weniger deutlich reduziert. Die meisten Formen besitzen einen Byssus. Ein Fuß ist entwickelt und bleibt während der gesamten Ontogenese erhalten (im Gegensatz zu den Ostreida). Am Mantelrand sind Tentakeln ausgebildet.

## Lebensweise
Die Pectinida sind ausschließlich marin lebende Muscheln, die meist an das Substrat mit Hilfe des organischen Byssus angeheftet sind, mit der rechten Klappe anzementiert sind oder frei auf dem Sediment liegen.

## Systematik
Die Ordnung Pectinida ist noch nicht allgemein anerkannt, sondern wird z. T. noch zu der Ordnung Ostreida gestellt. Nach neueren phylogenetischen Untersuchungen ist diese Ordnung lediglich eine Überfamilie der Pteriida. Die Verwandtschaftsverhältnisse von Pteriida, Limida und Pectinida sind noch nicht geklärt. Nach Bieler & Mikkelsen (2006) beinhaltet die Ordnung Pectinida vier (rezente) Überfamilien. Die Familiengliederung folgt der MolluscaBase.
- Überfamilie Pectinoidea Rafinesque, 1815
  - Familie Cyclochlamydidae Dijkstra & Maestrati, 2012
  - Familie Entoliidae Teppner, 1922
  - Familie Neitheidae Sobetski, 1960 †
  - Familie Kammmuscheln (Pectinidae) Rafinesque, 1815 (z. B., Gattung Chlamys mit den Arten der Isländischen Kammmuschel (Chlamys islandica) und der Bunten Kammmuschel (Mimachlamys varia), der Kleinen Pilgermuschel (Aequipecten opercularis) und der Mittelmeer-Pilgermuschel (Pecten jacobaeus))
  - Familie Pleuronectitidae Hautmann, 2011 †
  - Familie Propeamussiidae Abbott, 1954
  - Familie Stachelaustern (Spondylidae Gray, 1826)
  - Familie Tosapectinidae Trushchelev, 1984 †
- Überfamilie Anomioidea Rafinesque, 1815
  - Familie Sattelmuscheln (Anomiidae Rafinesque, 1815)
    - Sattelmuschel (Anomia ephippium)

  - Familie Permanomiidae Carter, 1990 †
  - Familie Placunidae Rafinesque, 1815
    - Capiz-Muschel (Placuna placenta)
- Überfamilie Plicatuloidea Watson, 1930
  - Familie Plicatulidae Watson, 1930
- Überfamilie Dimyoidea Fischer, 1886
  - Familie Dimyidae Fischer, 1887

dazu kommen noch weitere, ausschließlich fossile Überfamilien, teils unsicherer Stellung:
- Überfamilie Aviculopetinoidea Meek & Hayden, 1864 †
- Überfamilie Buchioidea Cox, 1953 †
- Überfamilie Chaenocardioidea S. A. Miller, 1889 †
- Überfamilie Entolioidea Teppner, 1922 †
- Überfamilie Euchondrioidea Newell, 1938 †
- Überfamilie Eurydesmatoidea Reed, 1932 †
- Überfamilie Halobioidea Kittl, 1912 †
- Überfamilie Heteropectinoidea Beurlen, 1954 †
- Überfamilie Monotoidea Fischer, 1887 †
- Überfamilie Oxytomoidea Ichikawa, 1958 †
- Überfamilie Pseudomonotoidea Newell, 1938 †
- Überfamilie Prospondyloidea Pchelintseva, 1960 †
- Überfamilie Pterinopectinoidea Newell, 1938 †

## Einzelnachweis
1. 1 2  MolluscaBase: Pectinida